# The Art of Loving
The Art of Loving (恋愛幸福論 Renai Koufukuron) er en enbinds manga fra 2001 af Eiki Eiki. Mangaen er ikke oversat til dansk, men Digital Manga Publishing har udsendt en engelsk oversættelse.
Eiki Eiki havde et par år tidligere lavet mangaen Color sammen med Taishi Zaou. The Art of Loving bygger videre på denne, i det den beskæftiger sig med bifigurerne Maki Tohnos og Yutaka Fujiwaras fortid.
Mangaen indeholder flere seksuelle scener og er uegnet for børn.

## Synopsis
Drengen Yutaka Fujiwara tænker tilbage på sin gymnasietid. Han var en af de bedste elever, indtil Maki Tohno skiftede til skolen. Yutaka bliver tiltrukket af den rygteomspundne Tohno og nærer stadig mere påtrængende seksuelle fantasier om ham. Og mens Yutakas karakterer følgende daler støt, bliver forholdet mellem de to stadigt tættere.

## Manga
Både den japanske originaludgivelse og den engelske oversættelse har nr. 1. I efterordet lægges der da også op til et bind 2, bl.a. fordi det viste sig, at historien ikke kunne afsluttes i et bind som oprindelig tiltænkt. Eiki Eiki vurderede at bind 2 ville udkomme i 2002, hvis hun var heldig, men i praksis er det aldrig udkommet.
| Bind | Titel             | Udgivet          | ISBN-nr.           |
| ---- | ----------------- | ---------------- | ------------------ |
| 1    | The Art of Loving | 1. november 2001 | ISBN 4-403-66048-7 |
|      |                   |                  |                    |